# Kríni (ort i Grekland, Joniska öarna)
Kríni (Krini) är en ort i Grekland.   Den ligger i prefekturen Nomós Kerkýras och regionen Joniska öarna, i den västra delen av landet, 400 km nordväst om huvudstaden Aten. Kríni ligger 378 meter över havet och antalet invånare är 292. Den ligger på ön Korfu.
Terrängen runt Kríni är kuperad österut, men åt nordväst är den platt. Havet är nära Kríni åt sydväst. Runt Kríni är det ganska tätbefolkat, med 214 invånare per kvadratkilometer. Närmaste större samhälle är Agios Georgis, 4,5 km norr om Kríni. I omgivningarna runt Kríni växer i huvudsak blandskog.